# سفر سبز
سفر سبز مجموعه تلویزیونی به کارگردانی محمدحسین لطیفی است که در آذر ۱۳۸۱ از شبکه سه پخش شد.

## خلاصه داستان
مرد جوانی که در کودکی توسط خانواده‌ای آلمانی به فرزندخواندگی پذیرفته و نزد آنان بزرگ شده‌است، از آلمان به زادگاهش ایران بازمی‌گردد تا خانواده واقعی خود را پیدا کند.

## حاشیه
برخی از اپیزودهای این سریال در آلمان فیلمبرداری شده‌اند. بر اساس آنچه در بعضی از نشریات الکترونیکی آمده، بازیگری که در ابتدا برای نقش «دنیل وِسْتبِرگ» انتخاب شده سیاوش حکمت شعار بوده‌است. اما به دلیل دشواری‌هایی در خصوص گرفتن ویزا، سرانجام این بازیگر از همراهی گروه و سفر به آلمان باز می‌ماند. بنا بر این اتفاق، پارسا پیروزفر برای نقش «دنیل وِسْتبِرگ» انتخاب می‌شود. 

## فهرست کامل بازیگران
| بازیگران             | نقش ها              |
| -------------------- | ------------------- |
| پارسا پیروزفر        | دنیل وسبرگ          |
| امین تارخ            | حاج رضا             |
| محمدرضا شریفی‌نیا     | اکبر                |
| آزیتا حاجیان         | اکرم                |
| گوهر خیراندیش        | جمیله گدا           |
| لادن مستوفی          | آنا                 |
| سارا خوئینی‌ها        | زهره                |
| مجید مظفری           | سرکیس               |
| حسن پورشیرازی        | فتاحی               |
| حمیده خیرآبادی       | مادر اکبر           |
| رضا توکلی            | امراللهی            |
| مصطفی طاری           | غلام                |
| معصومه تقی‌پور        | مونس                |
| نادیا دلدار گلچین    | همسر حاج رضا        |
| هایده حائری          | خاله ژنی            |
| پریسا شاهنده         | فاطمه               |
| محمود عزیزی          | دکتر                |
| محسن قاضی‌مرادی       | اصغر پاکوتاه        |
| اصغر بیچاره          | ایوب                |
| حمید مهین‌دوست        | سیاوش               |
| سپنتا سمندریان       | بابک                |
| رحمان باقریان        | ژرژ                 |
| افشین نخعی           | عباس                |
| رناته کن             | مادر کارن           |
| کارل بل              | پدر مور             |
| ملانی هربه           | شرلی                |
| کوامانا اودوم        | هس                  |
| سیاوش چراغی‌پور       | مامور پلیس          |
| محمدرضا عباس نژاد    | شاگرد حاج رضا       |
| حوریه ترکاشوند       | اقدس                |
| جبار بهوندی          | ناصر                |
| نسرین خسروانی        | همسر نصرت           |
| داود کیوان           | شاهرخ               |
| احمد عباسقلی         | حاج آقا علوی        |
| محمد مهیمنی          | رئیس پلیس بین الملل |
| غلامحسین عرفانیان    | نصرت                |
| سید جلال طباطبایی    | رئوف                |
| حسین سلطانی          | رئیس ساواک          |
| مسعود میرطاهری       | حراست فرودگاه       |
| کاظم وفادار شوشتری   | شاه بابا            |
| حسن محمدی علی آبادی  | ارباب               |
| کریم نشاط            | مرد خانه غلام       |
| حامد تونک            | خبرنگار             |
| اصغر امیدوار خرم     | نماینده سفارت       |
| حسن لبافی            | راننده پراید        |
| رویا عالمی           | پرستار آنا          |
| میترا علی اکبری      | پرستار اکرم         |
| شهرزاد فتحی          | پرستار آنا          |
| ابراهیم شهیدی        | مدیر رستوران        |
| لیلا امیدی           | زن همسایه           |
| حسن خوانساری         | پلیس بین الملل      |
| امیر قاجار قوانلو    |                     |
| سید عباس میراسماعیلی |                     |
| میلاد ملکی           |                     |
| عباس شقاقی           |                     |
| عباس دقاقی           |                     |
| محمد خوش کمان        |                     |
| جعفر عروجی           |                     |
| بهزاد ایران عقیده    |                     |
| حسین جالبی           |                     |
| مهرداد جالبی         |                     |
| حسین ناگلی           |                     |
| حیدر رامشه           |                     |
| مهدی مرادخواهی       |                     |
| علی غنیان            |                     |
| امید حجرانی          |                     |
| میثم جلالی           |                     |
| مرتضی روشنگر         |                     |